# إدريكولوماب
إدريكولوماب هو جسم مضاد وحيد النسيلة في المرحلة الثالثة من التجارب السريرية ليستخدم في علاج سرطان القولون (الذي يتميز بعقد لمفاوية نقيلة). لكن هذه المرحلة من التجارب السريرية لم تثبت فعالية واضحة في 2761 مريضاً شملتهم الدراسة مقارنة بالعلاج الكيميائي المستخدم. التجارب الحالية تدرس استخدامه في أنواع أخرى من السرطان.